# Die Ballade von Lucy Jordan
Die Ballade von Lucy Jordan (schwedisch Montenegro eller Pärlor och Svin) ist ein schwedischer Film aus dem Jahre 1981. Regie führte Dušan Makavejev.

## Inhalt
Am Anfang wird die Frage eines Kindes an ein Tier im Zoo eingeblendet. Es fragt: „Warum lebst du hier? Ist es nicht schöner da, wo du herkommst?“ Eröffnungsmelodie des Filmes ist The Ballad of Lucy Jordan von Marianne Faithfull.
Marilyn Jordan ist eine gelangweilte, depressive amerikanische Hausfrau, die mit einem reichen schwedischen Geschäftsmann verheiratet ist. Das Paar hat zwei Kinder. Sie will ihr Leben verändern, indem sie beispielsweise das gesamte Abendessen der Familie isst, die Bettwäsche in Brand setzt und die Milch des Hundes vergiftet. Ihr Mann Martin bringt sie zu einem Psychiater, aber das steigert ihre Frustration noch.
Eines Tages, als sie beim Sicherheitscheck auf dem Flughafen aufgehalten wird und so nicht mit ihrem Mann in das Flugzeug steigen darf, hält sie sich mit einer Gruppe Serben auf und kommt in deren Club „Zanzi-Bar“. Dort wird Marilyn in ihre surreale Welt aus Schlägereien, Lammgrillen, Striptease und freier Liebe eingeführt. Sie lernt dabei einen jungen Mann namens Montenegro kennen, der in einem Zoo arbeitet und mit dem sie eine Affäre hat.
Obwohl sie von dieser Welt fasziniert ist, bemerkt Marilyn, dass sie in der Welt von Montenegro eine Fremde ist, tötet den jungen Mann und fährt nach Hause. Zu Hause bereitet sie ihrer Familie ein vergiftetes Abendessen zu. Am Ende wird behauptet, der Film beruhe auf einer wahren Geschichte.

## Kritik
„Eine originelle, wenn auch psychologisch nicht immer glaubwürdige Variation des Themas Selbstverwirklichung. Unkonventionelle Unterhaltung, die allerdings hinter der Brisanz früherer Filme des Regisseurs zurückbleibt.“

- Roger Ebert gibt dem Film vier von vier Punkten und schreibt: "Es ist befreiend, zu ethnischen Tauchgängen und Tänzen zu einer wilden Zither herabzusteigen, flammendem Käse auszuweichen und rechtzeitig vor Mitternacht zuhause vor dem Fernseher zu sitzen. Aus diesem Grund liebe ich vor allem die letzte Szene, in der Susan Anspach in ihren Kokon zurückkehrt und zur Tat schreitet.[2]